# Derocheilocaris hessleri
Derocheilocaris hessleri är en kräftdjursart som beskrevs av Friauf och Bennett 1974. Derocheilocaris hessleri ingår i släktet Derocheilocaris och familjen Derocheilocarididae.
Artens utbredningsområde är Mexikanska golfen. Inga underarter finns listade i Catalogue of Life.